# MotoGP '06
MotoGP '06 es un videojuego simulador de motocicletas para Xbox 360.
Se pueden seleccionar varias modalidades de juego, desde carreras libres, torneos de motocicletas de 600, 1000 y 1200 centímetros cúbicos hasta llegar al torneo de MotoGP.
Aquí se puede de igual forma seleccionar carreras simples donde se escoge alguno de los pilotos del campeonato de velocidad de la temporada 2006. Si entras a la modalidad torneo no se puede correr con alguno de ellos sino con un perfil el cual siempre está por debajo de los pilotos oficiales.
Tienes 4 niveles de dificultad para cada clase de torneo. 